# IBM產業間諜事件

IBM產業間諜事件（日语：IBM産業スパイ事件），為1982年（昭和57年）6月22日，發生於美國加利福尼亞州舊金山市，科技公司IBM指控日立製作所與三菱電機職員竊取大型計算機（英語：mainframe）產品專利技術事件。

## 關聯條目
- 鮑伯·歐弗頓·伊凡
- 猛抨日本